# Jednolita płatność obszarowa
Jednolita płatność obszarowa (JPO) – podstawowy komponent uproszczonego systemu wsparcia bezpośredniego dla rolników w Unii Europejskiej przysługujący do powierzchni działek rolnych wchodzących w skład gospodarstwa, w którym prowadzi się działalność rolniczą.
Przysługuje rolnikowi, który jest posiadaczem gruntów rolnych, wchodzących w skład gospodarstwa rolnego o łącznej powierzchni nie mniejszej niż 1 ha. Grunty te muszą być utrzymywane w dobrej kulturze rolnej oraz zgodnie z wymogami ochrony środowiska. Minimalna powierzchnia działki rolnej wynosi 0,1 ha. Związana jest ona z płatnościami bezpośrednimi przyznawanymi Polsce przez Unię Europejską.